# Frederick Traugott Pursh
Pour les articles homonymes, voir Traugott.
Frederick Traugott Pursh (né le 4 février 1774 à Grossenhain et mort le 11 juillet 1820 à Montréal) est un botaniste américain.

## Biographie
Il est né à Grossenhain dans l'électorat de Saxe et se forme dans le jardin botanique de la ville de Dresde. Il émigre aux États-Unis en 1799. Au début des années 1800, il devient jardinier et chercheur au jardin botanique Elgin, créé à New York par David Hosack. Dès 1805, il travaille pour Benjamin Smith Barton (1766-1815) sur une nouvelle flore d'Amérique du Nord, à partir des plantes récoltées par l'expédition de Lewis et Clark.
Le projet de flore de Barton ne se réalise pas, mais Pursh, qui s'installe à Londres, réalise une contribution majeure à la botanique de ce continent en publiant en 1813 sa Flora americae septentrionalis. Il revient en Amérique et s'installe au Canada en 1816. Ses espoirs de réaliser une grande œuvre sont entravés par sa santé précaire due à l'alcoolisme et il meurt dans la pauvreté à Montréal.
Sa mémoire est préservée par le nom de plusieurs plantes dont le genre Purshia (Bitterbush) et dans plusieurs espèces comme Rhamnus purshiana.